# Examnes granulosus
Examnes granulosus är en skalbaggsart som först beskrevs av Maurice Pic 1931.  Examnes granulosus ingår i släktet Examnes och familjen långhorningar.
Artens utbredningsområde är Laos. Inga underarter finns listade i Catalogue of Life.